# Johan Hauge

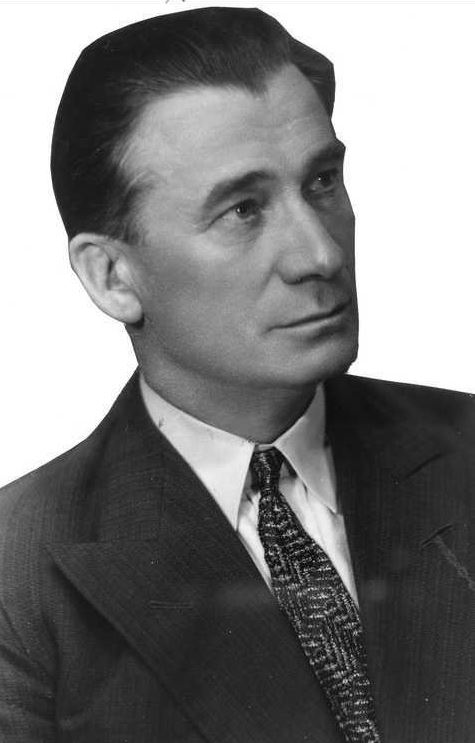
Johan Hauge ca. 1935

Johan Kristian Hauge, född 18 februari 1879 i Sokndal, Norge, död 6 maj 1967, var en norsk skådespelare.
Johan Hauge debuterade 1900 på Sekonteatret i Kristiania, var 1900–1903 och 1905–1924 anställd vid Den Nationale Scene i Bergen, från 1910 även som regissör. Här gestaltade  han en rad personliga roller, bland andra titelrollen i Henrik Ibsens Brand och Adolf Sang i Bjørnstjerne Bjørnsons Over ævne' . 1903–1905 var Hauge anställd vid Centralteatret i Kristiania. Åren 1924–1926 var han chef för Trondheims Teater. Efter att 1926–1927 ha gästspelat vid Det norske teatret och Chat Noir var han 1927–1928 skådespelare och regissör vid Det norske teatret. Hauge var mellan 1928 och 1932 på Det Nye Teater, där han bland annat spelade kungen i William Shakespeares Hamlet och Kareno i Knut Hamsuns Livets spel. Därefter innehade han anställning vid olika Osloscener.

## Filmografi
Efter Internet Movie Database:
- 1939 – Valfångare
- 1939 – Gjest Baardsen – en norsk Lasse-Maja
- 1941 – Gullfjellet
- 1943 – Unge viljer